# Történelmi Múzeum (Kolozsvár)

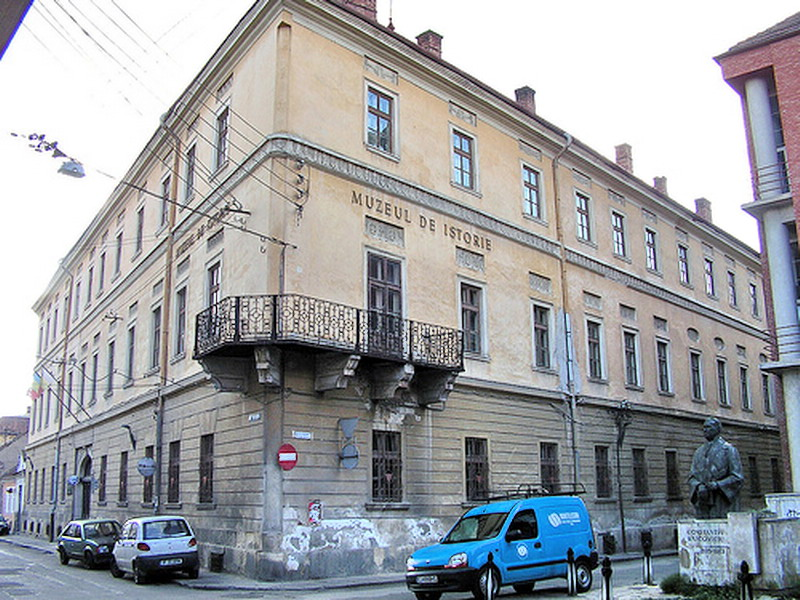
A múzeum épülete

A kolozsvári Történelmi Múzeum épülete az Óvárban, a Bástya utca (Str. Constantin Daicoviciu) 2. alatt, a Karolina tér (Piata Constantin Daicoviciu) sarkán található kétemeletes sarokház, amely a 19. század elején épült. 

## Az épület története
Építtetője Petrichevich-Horváth Dániel főstrázsamester volt, ezért Petrichevich–Horvát-ház néven ismerik. A 19. század második felében katonakórházként működött. Az épület később Rucska János ügyvéd tulajdonába került, aki végrendeletében a református kollégiumra hagyta. A kollégiumtól az egyetem vette bérbe, majd 1925-ben az állam megvásárolta az egyetem részére. 

## A múzeum
Az Erdélyi Múzeum-Egyesület által létrehozott Erdélyi Múzeum 24 000 darabos  régészeti, botanikai, ásványtani, numizmatikai gyűjteményét 1872-ben átadták az akkor alakult kolozsvári egyetem használatába. Többszöri költözés után a régészeti és történelmi gyűjtemény 1937-ben került a jelenlegi helyére. (A gyűjtemény néprajzi jellegű darabjai illetve műtárgyai a Néprajzi illetve a Szépművészeti Múzeumhoz kerültek.)
1948-tól a gyűjtemény a Román Akadémia kolozsvári fiókjának a rendelkezése alá került, majd 1963-tól a múzeum önálló intézménnyé vált. A múzeum birtokában jelenleg 400 000 tárgy található, többek között a lapidáriumban megtekinthetőek a lebontott régi kolozsvári házak faragott ajtó- és ablakkereteit. Itt található Kájoni János csíksomlyói nyomdája is.